# 横澤英雄
横澤 英雄（よこざわ ひでお、1930年〈昭和5年〉8月2日 - 2009年〈平成21年〉10月13日）は、日本の演出家（レビュー）。元宝塚歌劇団理事。東京都出身。横沢 秀雄、横澤 秀雄名義で活動していた時期もある。

## 生涯
母：良子（芸名：花野春子）が宝塚歌劇団卒業生。また、父：横沢三郎の妹（芸名：尾上さくら）や、兄弟の妻たちもタカラジェンヌで、宝塚およびレビュー（少女歌劇）に縁の深い環境で育った。なお、妻：チエ子（芸名：虹乃千恵）は宝塚歌劇団44期生。
父の横沢三郎は東京セネターズや阪急ブレーブスで監督を務めた。東京都立西高等学校卒業。関西学院大学では硬式野球部マネージャー。第1回全日本大学野球選手権大会で慶応大学に敗れるも準優勝した。
1953年（昭和28年）、宝塚歌劇団に入団。白井鐵造に師事する。1955年（昭和30年）、月組公演『ピンドラーマ 椰子の国』で脚本を担当。
また、1964年（昭和39年）以降は日本歌劇団（愛称：OSK）でも演出を手がけるようになった。当時レインボー賞を受賞する等、新進気鋭の横澤の才能を評価した日本歌劇団側が宝塚に正式に申し入れたことで実現した。
1994年（平成6年）、バウホール公演『風に吹かれて』が宝塚での最後の作品となる。後に宝塚歌劇団を退職した。
2003年（平成15年）OSKが一時解散した後、その復活のために協力。OSK再結成後の松竹座・南座公演をはじめレビュー作品を数多く手掛け、晩年まで精力的に活動した。
2009年（平成21年）10月13日、敗血症性ショックにより逝去。享年79。
2014年（平成26年）、『宝塚歌劇の殿堂』最初の100人のひとりとして殿堂表彰。

## 主な作品

### 宝塚歌劇団での主な舞台作品

#### 大劇場公演作品
- 『ピンドラーマ 椰子の国』（月組・1955年、脚本担当）
- 『ホノルル・ホリデー』（星組・1956年、構成担当）
- 『カレンダー・ガールズ』（花・月・雪組、1958年）
- 『オープン・ザ・ウィンドウ』（星組・1960年）
- 『フォルテで行こう』（星組・1961年）
- 『レ・ガールス』（花組・1962年）
- 『ナンバー・ワン』（雪組・1962年）
- 『ハイウェイ・ブルー』（雪組・1963年）
- 『太陽に乾杯!』（星組・1963年）
- 『花のふるさと物語』（雪組・1964年）＊白井鐵造と菅沼潤と共同演出
- 『天使が見ている』（花組・1964年）
- 『ぼくらの時代』（花組・1965年）
- 『2人が出会うとき』（花組・1966年、星組・1966年）
- 『タカラジェンヌに乾杯!』（雪組・1967年）
- 『ワン・ボーイ』（星組・1967年）
- 『ハイ・ブライト』（月組・1968年）
- 『ガールス・オー・ガールス』（花組・1969年）
- 『ラブ・パレード』（雪組・1969年）＊演出のみ担当。作は白井鐵造。
- 『タカラヅカEXPO’70 四季の踊り絵』（雪組・1970年、月組1970年）＊菅沼潤と共に構成・演出
- 『ザ・ビッグ・ワン』（星組・1970年）
- 『オー!ビューティフル』（星組・1971年）
- 『ラ・ロンド』（花組・1972年、月組・1972年）
- 『シャイニング・ナウ』（合同・1972年）
- 『ロマン・ロマンチック』（月組・1974年）＊1974年に雪組が全国ツアーで続演
- 『ボン・バランス』（花組・1975年）＊1975年に花組と雪組が全国ツアーで続演
- 『ザッツ・ファミリー』（星組・1975年）
- 『ハッピー・トゥモロー』（星組・1976年）
- 『マイ・ラッキー・チャンス』（月組・1978年）
- 『仮面舞踏会』（月組・1980年）
- 『ラ・ビアン・ローズ』（星組・1981年）
- 『ジュエリー・メルヘン』（花組・1981年）
- 『ザ・ストーム』（星組・1982年）
- 『ムーンライト・ロマンス』（月組・1983年）
- 『ラ・ラ・フローラ』（花組・1984年）
- 『ヒート・ウェーブ』（月組・1985年）
- 『三つのワルツ』（雪組・1986年）＊菅沼潤と共に潤色・演出
- 『ザ・レビュースコープ』（花組・1987年、雪組・1987年）
- 『ザ・ゲーム』（花組・1989年）
- 『ザ・モダーン』（月組・1990年）
- 『ザ・ショーケース』（花組・1990年）
- 『白扇花集』（花組・1992年）
- 『イッツ・ア・ラブ・ストーリー』（花組・1993年）

#### バウホール公演作品
- 『チェック・イン -人生花模様-』（花組・1979年）
- 『クレイジーなそよ風』（雪組・1980年）
- 『マイ・シャイニング・アワー』（花組・1983年）
- 『ハッピー・エンジェル』（月組・1985年）
- 『スポットライト・マジック』（雪組・1991年）
- 『サタディナイト・ロマンス』（星組・1993年）
- 『風に吹かれて』（雪組・1994年）

#### その他の公演
- 『ホリデー・ピンク』（雪組・1959年・宝塚新芸劇場）
- 『色彩の冒険』（花組・1965年・宝塚新芸劇場）
- 『若者たちのバラード』（星組・1967年・宝塚新芸劇場）＊演出のみ担当。作は岡田敬二

### OSK日本歌劇団の主な舞台作品
- 『秋のおどり ジャンプ・ジャンプ・ジャンプ』（1964年）
- 『（第40回）春のおどり』（1965年）
- 『ダンシングフェスタ〜そよ風と私〜』（1993年）
- 『薔薇の街のロマンス』（1998年）
- 『The Show is Beautiful』（1999年）
- 『ハロー！ミスター・エンジェル』（2001年）
- 『レビュー春のおどり』第一部 桜咲く国／第二部 ルネッサンス（2004年）
- 『レビュー秋のおどり』第一部 なにわ祭りファンタジー／第二部 愛抱きしめてジャンピング（2004年）
- 『ルネッサンスOSK』（2004年）
- 『ムッシュ・ホフマン』（2005年）
- 『グランド・レビュー春のおどり』第一部 安部晴明没後千年 平安☆レジェンド（2005年）
- 『MUSICAL SAIKAKU』（2005年）
- 『秋の空にジャンプ！』（2005年）
- 『ダンシング！ New OSK』（2005年）
- 『ウィンター・プレリュード』（2005年）
- 『レビュー春のおどり』第一部 義経桜絵巻（作）／第二部 ハッピー・ゲーム～人生は素晴らしいゲーム！～（2006年）
- 『天使たちの幸福』（2006年）
- 『レビュー春のおどり』第二部 桜ファンタジア（2007年）
- 『こしの都 夢と情熱と華の物語』（2007年）
- 『New OSKレビュー in KYOTO』第二部 シャイニングOSK ベストセレクション（2007年）
- 『レビュー春のおどり』第二部 グランドレビュー RUN ＆ RUN（2009年）